# Mount Moffett
Der Mount Moffett ist ein 1196 m hoher Stratovulkan im Norden von Adak Island, einer Insel der Aleuten im äußersten Südwesten Alaskas. Der Berg hat mit Andrew Bay und Mount Adagdak ein gemeinsames vulkanisches Zentrum. Der Mount Moffett ist in historischer Zeit nicht ausgebrochen.